# ジェイク・シールズ
ジェイク・シールズ（Jake Shields、1979年1月9日 - ）は、アメリカ合衆国の男性総合格闘家。テネシー州サマータウン出身。シーザー・グレイシー柔術アカデミー所属。元Strikeforce世界ミドル級王者。元EliteXC世界ウェルター級王者。元修斗世界ミドル級王者。
組み技中心のファイトスタイル。大衆受けは悪いがグラップラーからは好評される事が多い。近年はゲームキャラクターに起用されるなどしている。

## 来歴
カリフォルニア州シエラ・ネバダ山脈の山間部の村で育ち、中学までは自宅で教育を受けた。
9歳の頃からレスリングを始め、クエスタ大学時代はオールアメリカンに選出された。20歳の頃にチャック・リデルの下で総合格闘技の練習を始めた。
2002年12月14日、初参戦となった修斗で桜井"マッハ"速人と対戦し、判定勝ち。
2003年8月、菊地昭に判定勝ち。
2003年11月30日、初参戦となったパンクラスで三崎和雄と対戦し、引き分けた。
2004年7月9日、修斗世界ミドル級（-76kg）王座決定戦でレイ・クーパーと対戦し、スリーパーホールドで一本勝ちを収め王座獲得に成功した。
2004年12月14日、修斗世界ミドル級チャンピオンシップで菊地昭と対戦し、判定負けを喫し王座から陥落した。
2005年5月、アブダビコンバット77kg未満級に出場。1回戦ではディエゴ・サンチェスにポイント判定勝ち、2回戦ではキャメロン・アールにポイント判定勝ち、準決勝ではパブロ・ポポビッチにポイント判定負け、3位決定戦ではレオナルド・サントスにチョークスリーパーで一本勝ち。第3位の成績を収めた。
2006年4月21日、Rumble on the Rock 9で行なわれたウェルター級（-79kg）トーナメントでは、準決勝で岡見勇信に判定勝ち。決勝でカーロス・コンディットに判定勝ちし、優勝を果たした。
2006年11月17日、プログラップリング大会のX-MISSIONにおいてマルセロ・ガッシアと対戦し、1Rフロントチョークで一本負け。
2007年6月2日、Dynamite!! USAでイド・パリエンテと対戦し、チョークスリーパーで一本勝ち。
2008年7月26日、初代EliteXC世界ウェルター級王座決定戦でニック・トンプソンと対戦し、変形フロントチョークで一本勝ちを収め王座獲得に成功した。
2008年10月4日、EliteXC世界ウェルター級タイトルマッチでポール・デイリーと対戦し、腕ひしぎ十字固めで一本勝ちを収め初防衛に成功した。

### Strikeforce
2009年11月7日、Strikeforce: Fedor vs. Rogersの世界ミドル級王座決定戦でジェイソン・"メイヘム"・ミラーと対戦し、3-0の判定勝ちを収め王座獲得に成功した。
2010年4月17日、Strikeforce: Nashvilleの世界ミドル級王座の防衛戦でダン・ヘンダーソンと対戦。1Rにはヘンダーソンのパンチでダウンするなどピンチを迎える場面もあったが、2R以降はポジショニングで優位に立ち3-0の判定勝ち。初防衛に成功した。この試合後、シールズが勝利者インタビューを受けている時にジェイソン・"メイヘム"・ミラーがケイジに入り、シールズとのミドル級タイトルマッチでの再戦を要求しようとした際、シールズのセコンド陣と乱闘騒ぎを起こしている。

### UFC
2010年7月19日、UFC公式サイトにてUFCへの参戦が正式に発表された。
2010年10月23日、UFC初参戦となったUFC 121でマルティン・カンプマンと対戦し、2-1の判定勝ちを収めた。
2011年4月30日、UFC 129でジョルジュ・サンピエールの持つUFC世界ウェルター級王座に挑戦し、0-3の判定負けを喫し王座獲得に失敗した。
2011年9月17日、UFC Fight Night: Shields vs. Ellenbergerでジェイク・エレンバーガーと対戦し、1RTKO負け。キャリア初の連敗となった。
2012年2月26日、UFC 144で秋山成勲と対戦し、判定勝ち。
2012年8月11日、ミドル級復帰初戦となったUFC 150でエド・ハーマンと対戦し、3-0の判定勝ち。その後、薬物検査の結果で禁止薬物の陽性反応が出たことが発表。試合結果はノーコンテストとなり、罰金を払った上にコロラド・ボクシング・コミッションから6か月間の出場停止処分を受けた。
2013年10月9日、UFC Fight Night: Maia vs. Shieldsでウェルター級ランキング4位のデミアン・マイアと対戦し、2-1の判定勝ち。「アメリカン柔術（後述）がブラジリアン柔術に勝利した」と自画自賛した。
2014年3月15日、UFC 171でウェルター級ランキング12位のヘクター・ロンバードと対戦。テイクダウンを切られ続け、判定負け。後日、UFCを解雇された事が発表された。

### WSOF
2014年10月11日、WSOF初参戦となったWSOF 14でライアン・フォードと対戦し、リアネイキドチョークで一本勝ちを収めた。
2015年8月1日、WSOF 22の世界ウェルター級タイトルマッチでホジマール・パリャーレスと対戦し、キムラロックで自身初の一本負けを喫し、王座獲得に失敗した。試合後にはトキーニョが試合中にアイポークをしてきた事やキムラロックをなかなか解こうとしなかった事に怒り、パンチを食らわせたため、ネバダ州アスレチックコミッションの審議対象となった。
2016年12月31日、WSOF 34の世界ウェルター級タイトルマッチでジョン・フィッチと対戦し、0-3の判定負けを喫し王座獲得に失敗した。

## 人物・エピソード
- ベジタリアン（卵乳菜食＝菜食＋卵・乳製品のみ摂取）。両親ともにベジタリアンの家庭で育ち、生涯一度も肉食をしたことがない厳格なベジタリアン。日常は菜食中心でわずかな卵、乳製品は摂取するが試合数週間前からビーガン（完全菜食）になる。近年はシールズの影響で同門のニック・ディアス、ネイト・ディアス、他数名の選手がベジタリアンになる。
- 女子一子のシングルファーザー。
- 自身のファイトスタイルはレスリングとブラジリアン柔術を組み合わせた『AJJ（アメリカン柔術）』であると自負している[9]。また、右腕に「AMERICAN JIU-JITSU」という文字のタトゥーを彫っている。

## 戦績

### 総合格闘技
| 総合格闘技 戦績 | 総合格闘技 戦績 | 総合格闘技 戦績 | 総合格闘技 戦績 | 総合格闘技 戦績 | 総合格闘技 戦績 | 総合格闘技 戦績 |
| --------------- | --------------- | --------------- | --------------- | --------------- | --------------- | --------------- |
| 46 試合         | (T)KO           | 一本            | 判定            | その他          | 引き分け        | 無効試合        |
| 33 勝           | 3               | 12              | 18              | 0               | 1               | 1               |
| 11 敗           | 4               | 1               | 6               | 0               | 1               | 1               |

| 勝敗 | 対戦相手                         | 試合結果                         | 大会名                                                               | 開催年月日     |
| ×    | レイ・クーパー3世                | 1R 3:10 TKO（右フック→パウンド） | PFL 10 【2018シーズン ウェルター級プレーオフ 準々決勝】              | 2018年10月20日 |
| ○    | ハーマン・テラド                 | 5分3R終了 判定3-0                | PFL 6                                                                | 2018年8月16日  |
| ×    | レイ・クーパー3世                | 2R 2:09 TKO（左フック→パウンド） | PFL 3                                                                | 2018年7月5日   |
| ○    | ダニー・デイビス・ジュニア       | 5分3R終了 判定3-0                | PFL: Everett                                                         | 2017年7月30日  |
| ×    | ジョン・フィッチ                 | 5分5R終了 判定0-3                | WSOF 34: Gaethje vs. Firmino 【WSOF世界ウェルター級タイトルマッチ】  | 2016年12月31日 |
| ×    | ホジマール・パリャーレス         | 3R 2:02 キムラロック             | WSOF 22: Palhares vs. Shields 【WSOF世界ウェルター級タイトルマッチ】 | 2015年8月1日   |
| ○    | ブライアン・フォスター           | 1R 2:51 ネッククランク           | WSOF 17: Shields vs. Foster                                          | 2015年1月17日  |
| ○    | ライアン・フォード               | 1R 4:29 リアネイキドチョーク     | WSOF 14: Ford vs. Shields                                            | 2014年10月11日 |
| ×    | ヘクター・ロンバード             | 5分3R終了 判定0-3                | UFC 171: Hendricks vs. Lawler                                        | 2014年3月15日  |
| ○    | デミアン・マイア                 | 5分5R終了 判定2-1                | UFC Fight Night: Maia vs. Shields                                    | 2013年10月9日  |
| ○    | タイロン・ウッドリー             | 5分3R終了 判定2-1                | UFC 161: Evans vs. Henderson                                         | 2013年6月15日  |
| －   | エド・ハーマン                   | ノーコンテスト（薬物検査失格）   | UFC 150: Henderson vs. Edgar 2                                       | 2012年8月11日  |
| ○    | 秋山成勲                         | 5分3R終了 判定3-0                | UFC 144: Edgar vs. Henderson                                         | 2012年2月26日  |
| ×    | ジェイク・エレンバーガー         | 1R 0:53 TKO（膝蹴り→パウンド）   | UFC Fight Night: Shields vs. Ellenberger                             | 2011年9月17日  |
| ×    | ジョルジュ・サンピエール         | 5分5R終了 判定0-3                | UFC 129: St-Pierre vs. Shields 【UFC世界ウェルター級タイトルマッチ】 | 2011年4月30日  |
| ○    | マルティン・カンプマン           | 5分3R終了 判定2-1                | UFC 121: Lesnar vs. Velasquez                                        | 2010年10月23日 |
| ○    | ダン・ヘンダーソン               | 5分5R終了 判定3-0                | Strikeforce: Nashville 【Strikeforce世界ミドル級タイトルマッチ】     | 2010年4月17日  |
| ○    | ジェイソン・"メイヘム"・ミラー   | 5分5R終了 判定3-0                | Strikeforce: Fedor vs. Rogers 【Strikeforce世界ミドル級王座決定戦】  | 2009年11月7日  |
| ○    | ロビー・ローラー                 | 1R 2:02 ギロチンチョーク         | Strikeforce: Lawler vs. Shields                                      | 2009年6月6日   |
| ○    | ポール・デイリー                 | 2R 3:47 腕ひしぎ十字固め         | EliteXC: Heat 【EliteXC世界ウェルター級タイトルマッチ】              | 2008年10月4日  |
| ○    | ニック・トンプソン               | 1R 1:03 ギロチンチョーク         | EliteXC: Unfinished Business 【EliteXC世界ウェルター級王座決定戦】   | 2008年7月26日  |
| ○    | マイク・パイル                   | 1R 3:39 チョークスリーパー       | EliteXC: Renegade                                                    | 2007年11月10日 |
| ○    | ヘナート・ヴェリッシモ           | 1R 4:00 TKO（マウントパンチ）    | EliteXC: Uprising                                                    | 2007年9月15日  |
| ○    | イド・パリエンテ                 | 1R 2:06 チョークスリーパー       | Dynamite!! USA                                                       | 2007年6月2日   |
| ○    | レイ・スタインバイス             | 1R 1:29 ギロチンチョーク         | BodogFight: Costa Rica Combat                                        | 2007年2月18日  |
| ○    | スティーブ・バーガー             | 2R 1:36 TKO（パンチ連打）        | FCP: Malice at Cow Palace                                            | 2006年9月9日   |
| ○    | カーロス・コンディット           | 5分3R終了 判定3-0                | Rumble on the Rock 9 【ウェルター級トーナメント 決勝】               | 2006年4月21日  |
| ○    | 岡見勇信                         | 5分3R終了 判定2-0                | Rumble on the Rock 9 【ウェルター級トーナメント 準決勝】             | 2006年4月21日  |
| ○    | デイブ・メネー                   | 5分3R終了 判定3-0                | Rumble on the Rock 8 【ウェルター級トーナメント 1回戦】              | 2006年1月20日  |
| ○    | トビー・イマダ                   | 5分3R終了 判定3-0                | Kage Kombat                                                          | 2005年11月12日 |
| ×    | 菊地昭                           | 5分3R終了 判定0-3                | 修斗 15th Anniversary 【修斗世界ミドル級チャンピオンシップ】         | 2004年12月14日 |
| ○    | レイ・クーパー                   | 1R 3:24 スリーパーホールド       | Shooto Hawaii: Soljah Fight Night 【修斗世界ミドル級王座決定戦】     | 2004年7月9日   |
| △    | 三崎和雄                         | 5分3R終了 判定0-1                | PANCRASE 2003 HYBRID TOUR                                            | 2003年11月30日 |
| ○    | 菊地昭                           | 5分3R終了 判定3-0                | 修斗 世界三大チャンピオンシップ                                      | 2003年8月10日  |
| ○    | ミルトン・ヴィエイラ             | 5分3R終了 判定3-0                | Shooto Americas: Midwest Fighting                                    | 2003年5月21日  |
| ○    | 桜井"マッハ"速人                 | 5分3R終了 判定3-0                | 修斗                                                                 | 2002年12月14日 |
| ×    | レイ・クーパー                   | 5分3R終了 判定0-2                | Warriors Quest 6: Best of the Best                                   | 2002年8月3日   |
| ○    | ロバート・ファーガソン           | 5分2R終了 判定3-0                | Gladiator Challenge 7: Casualties of War                             | 2001年11月4日  |
| ○    | ジェレミー・ジャクソン           | 1R 2:03 チョークスリーパー       | Gladiator Challenge 6: Caged Beasts                                  | 2001年9月9日   |
| ○    | トレイシー・ヘス                 | 5分2R終了 判定3-0                | Gladiator Challenge 3: Showdown at Soboba                            | 2001年4月7日   |
| ○    | ランディ・ヴェラルド             | 2R 3:09 チョークスリーパー       | Gladiator Challenge 2: Collision at Colusa                           | 2001年2月18日  |
| ×    | フィリップ・ミラー               | 8分2R終了 判定0-3                | IFC Warriors Challenge 9 【ミドル級トーナメント 1回戦】              | 2000年7月18日  |
| ○    | シャノン・"ザ・キャノン"・リッチ | 1R 2:45 チョークスリーパー       | Best of the Best                                                     | 2000年5月4日   |
| ×    | マーティン・アーメンダレス       | 1R 7:34 TKO（スタンドの打撃）    | IFC Warriors Challenge 6                                             | 2000年3月25日  |
| ○    | ブライアン・ウォーレン           | 10分1R終了 判定3-0               | Cobra Fighting Federation: The Cobra Challenge 1999                  | 1999年12月11日 |
| ○    | ポール・ハリソン                 | 1R 3:22 TKO（スタンドの打撃）    | Cobra Fighting Federation: The Cobra Qualifier 1999                  | 1999年10月23日 |

### グラップリング
| 勝敗 | 対戦相手                   | 試合結果                 | 大会名                                             | 開催年月日     |
| △    | AJ・アガザーム             | 15分終了 時間切れ        | Polaris 3                                          | 2016年4月2日   |
| △    | ホベルト・サトシ・ソウザ   | 20分終了 時間切れ        | Metamoris 5                                        | 2014年11月22日 |
| △    | レアンドロ・ロ             | 15分終了 時間切れ        | World Jiu-Jitsu Expo                               | 2013年11月10日 |
| ×    | マルセロ・ガッシア         | 1R 3:40 ギロチンチョーク | X-MISSION                                          | 2006年11月17日 |
| ×    | サウロ・ヒベイロ           | ポイント1-2              | L.A.SUB-X                                          | 2006年5月26日  |
| ○    | ヴィニシウス・マガリャエス | ポイント                 | California Professional Sub Wrestling Championship | 2005年11月20日 |
| ○    | レオナルド・サントス       | チョークスリーパー       | ADCC 2005 【77kg未満級 3位決定戦】                 | 2005年5月28日  |
| ×    | パブロ・ポポビッチ         | ポイント                 | ADCC 2005 【77kg未満級 準決勝】                    | 2005年5月28日  |
| ○    | キャメロン・アール         | ポイント                 | ADCC 2005 【77kg未満級 2回戦】                     | 2005年5月28日  |
| ○    | ディエゴ・サンチェス       | ポイント                 | ADCC 2005 【77kg未満級 1回戦】                     | 2005年5月28日  |
| ○    | ジョン・フィッチ           | チョークスリーパー       | Gracie Open                                        | 2005年3月19日  |

## 獲得タイトル

### 総合格闘技
- 第6代修斗世界ミドル級王座（2004年）
- Rumble on the Rockウェルター級トーナメント 優勝（2006年）
- 初代EliteXC世界ウェルター級王座（2008年）
- 第3代Strikeforce世界ミドル級王座（2009年）

### グラップリング
- ADCC 2005 77kg未満級 3位（2005年）
- パンアメリカン柔術選手権 紫帯メジオ級 優勝（2005年）

## 表彰
- ブラジリアン柔術 黒帯
- レスリング CCCAAオールアメリカン（2回）